# Rainer Langer
Rainer Langer (* 8. September 1943 in Gumpertsdorf, Kreis Oppeln, zunächst Rainer Nicht) war Fußballspieler und Fußballtrainer im Bereich des DDR-Fußball-Verbandes. In dessen höchster Spielklasse Oberliga spielte er für den SC Chemie Halle und den Halleschen FC Chemie sowie für die BSG Chemie Buna Schkopau.

## Karriere
Über seine erste Sportgemeinschaft Aktivist Halle-Süd kam Rainer Nicht 1961 mit knapp 18 Jahren zum SC Chemie Halle. Dort spielte er zunächst in der Reservemannschaft, ehe er am 26. April 1964 zu seinem ersten Einsatz in der Oberligamannschaft kam. Am 18. Spieltag der Saison 1963/64 wurde er in der Begegnung SC Chemie – Turbine Erfurt (3:1) als halbrechter Stürmer eingesetzt und schoss auch gleich sein erstes Oberligator. Bis zum Saisonende kam er noch zu weiteren fünf Oberligaspielen. Anschließend stieg der Club in die DDR-Liga ab, kehrte aber bereits nach einem Jahr wieder in die Oberliga zurück. In der Saison 1965/66 gehörte Nicht bereits zum Stamm er Oberligamannschaft und bestritt auf wechselnden Positionen im Angriff 22 der 26 ausgetragenen Punktspiele. Im Laufe der Saison hatte sich die Fußballsektion des SC Chemie zum Halleschen FC Chemie (HFC) ausgegliedert.
1967 wurde er in den Kader der DDR-Nachwuchsnationalelf aufgenommen. Am 16. Mai 1967 bestritt er in Berlin ein Nachwuchsländerspiel gegen Schweden (0:0). Im Zusammenhang mit den Reisen der Nachwuchsauswahl bekam er wegen einer fehlenden Geburtsurkunde Schwierigkeiten mit der Einreisegenehmigung in die westlichen Staaten. Im Spätsommer 1967 wurde ihm das fehlende Dokument aus Polen, in dem sein oberschlesischer Geburtsort seit 1945 lag, zugesendet. „Zu seiner Überraschung erfuhr er, der bisher den Familiennamen seiner Großmutter getragen hatte, zu der er kam, als der Vater starb, daß er in Wirklichkeit Rainer Langer heißt.“. Unter dem neuen Nachnamen kam er jedoch nicht mehr in der Nachwuchsauswahl zum Einsatz.
Auch als Rainer Langer blieb er Stammspieler beim HFC. Während er bis 1968 auf wechselnden Positionen im Angriff eingesetzt wurde, war er danach bis 1973 der standardmäßige Linksaußenstürmer der Hallenser. Lange Zeit bildete er mit Roland Nowotny die HFC-Flügelzange. 1970/71 erreichte Langer mit dem HFC mit Rang drei die beste Oberligaplatzierung. Damit hatte sich Halle auch für den UEFA-Pokalwettbewerb 1971/72 qualifiziert. Es kam jedoch nur zu einem Spiel am 15. September 1971 (HFC – PSV Eindhoven 0:0), bei dem Langer wie gewohnt als linker Angreifer spielte. Zum Rückspiel kam es nicht, da der HFC nach einem Brand im Mannschaftsquartier, bei dem der Ersatzspieler Wolfgang Hoffmann ums Leben kam und die Stammspieler und Klaus Urbanczyk sowie Erhard Mosert schwer verletzt wurden, seine Mannschaft aus dem Wettbewerb nahm.
Seine letzte Saison für den HFC absolvierte Langer 1972/73. Der 29-Jährige bestritt er als Linksaußenstürmer 23 Punktspiele, blieb jedoch ohne Torerfolg. Der HFC beendete die Saison erneut als Absteiger, Langer verließ daraufhin den Club, für den er innerhalb von neun Oberligaspielzeiten 181 Erstligaspiele bestritten und dabei 25 Tore erzielt hatte.
Zur Saison 1973/74 wechselte Langer zum Ligaaufsteiger BSG Chemie Buna Schkopau. Mit ihm spielte er acht Jahre in der zweitklassigen Liga, bis der Mannschaft 1981 der Aufstieg in die Oberliga gelang. Der inzwischen 37-jährige Langer war daran mit 29 Einsätzen in den insgesamt 30 Punkt- und Aufstiegsspielen beteiligt. Auch im hohen Fußballalter nahm er noch einmal eine Oberligasaison in Angriff. Als Mittelfeldakteur bestritt er 1981/82 19 der 26 Punktspiele, konnte aber nicht verhindern, dass Schkopau nach einem Jahr bereits wieder aus der Oberliga absteigen musste. Sein letztes Fußballspiel im Leistungsbereich absolvierte Langer am 25. Spieltag, dem 22. Mai 1982, als Schkopau bereits als Absteiger feststand. In der Begegnung Schkopau – FC Carl Zeiss Jena (0:3) spielte noch einmal 90 Minuten lang als rechter Mittelfeldspieler.
Zur Saison 1983/84 übernahm Langer das Training der DDR-Ligaelf von Chemie Buna Schkopau. Er hatte die schwere Aufgabe, die Mannschaft zum Saisonende mindestens auf Rang sechs zu bringen, da nur so die Qualifikation für die von fünf auf zwei Staffeln reduzierte DDR-Liga gesichert wurde. Langers Team schaffte die Qualifikation punktgenau mit dem 6. Platz. Für die neue Saison waren jedoch die Anforderungen an die Trainerqualifikation heraufgesetzt worden. Da Langer nur eine D-Lizenz erworben hatte, musste er sein Traineramt abgeben. Er war danach nur noch im Freizeitfußball tätig.